# Янде Коду Сен
Йанде Коду Сен (Yandé Codou Sène) е сенегалска народна певица.
Родена е в град Сомб през 1932 г. и починала в град Гандиайе, Сенегал на 15 юли 2010 г. Произхожда от народността серер, повечето ѝ песни са на серерски език.
Тя е сред легендите на африканската фолклорна песенна традиция и любим, официален гриот на президента Леопол Седар Сенгор.

## Филмография
- Yandé Codou Sène, diva sérère, Документален филм на Laurence Gavron, 2008
- Yandé Codou Sène, la griotte de Senghor, Документален филм на Angèle Diabang Brener, 2008